# Асим Ферхатовић
Асим Ферхатовић „Хасе“ (Сарајево, 24. јануар 1933 — Сарајево, 23. јануар 1987) био је југословенски и босанскохерцеговачки фудбалер.

## Каријера
Члан фудбалског клуба Сарајево постао је 1948. Прву утакмицу у дресу Сарајева одиграо је 1952. године против Загреба. У првом тиму наступао је до 1967. године. За први тим Сарајева одиграо је 600 утакмица и постигао 400 голова.
Годинама је био најбољи играч Сарајева и један од најбољих фудбалера Југославије. У првенственој сезони 1963/64. био је најбољи стрелац Првенства Југославије са 19 голова. Фудбал је играо искључиво из љубави и због тога је био и остао најпопуларнији фудбалер свих времена у Сарајеву.
Кратко време провео је у Турској, део сезоне 1963/64. провео у Фенербахчеу, али је за њега постојао само један клуб - Сарајево, па се тамо и вратио и у њему завршио фудбалску каријеру.
За сениорску репрезентацију Југославије одиграо једну утакмицу. У аналима фудбала записано је да је Асим Ферхатовић 8. октобра 1961. у Београду играо за најбољу југословенску секцију која је победила Јужну Кореју са 5:1. Као фудбалер често је биран међу најбоље спортисте Босне и Херцеговине.
Преминуо је од срчаног удара дан пре његовог 54. рођендана, 23. јануара 1987. године у Сарајеву.
Познати сарајевски рок-бенд, „Забрањено пушење“ је на албуму Док чекаш сабах са шејтаном испевао песму Недјеља кад је отишо Хасе. Многи у овој песми виде асоцијације на смрт Јосипа Броза Тита, бившег председника Југославије. Неле Карајлић је изјавио: „Они који мисле да је ријеч о Асиму Ферхатовићу су у праву. А они који мисле да је ријеч о Јосипу Брозу, такође су у праву.“
Бивши олимпијски стадион Кошево у Сарајеву, сада носи назив Стадион Асим Ферхатовић Хасе.